# Luigi Benfatto

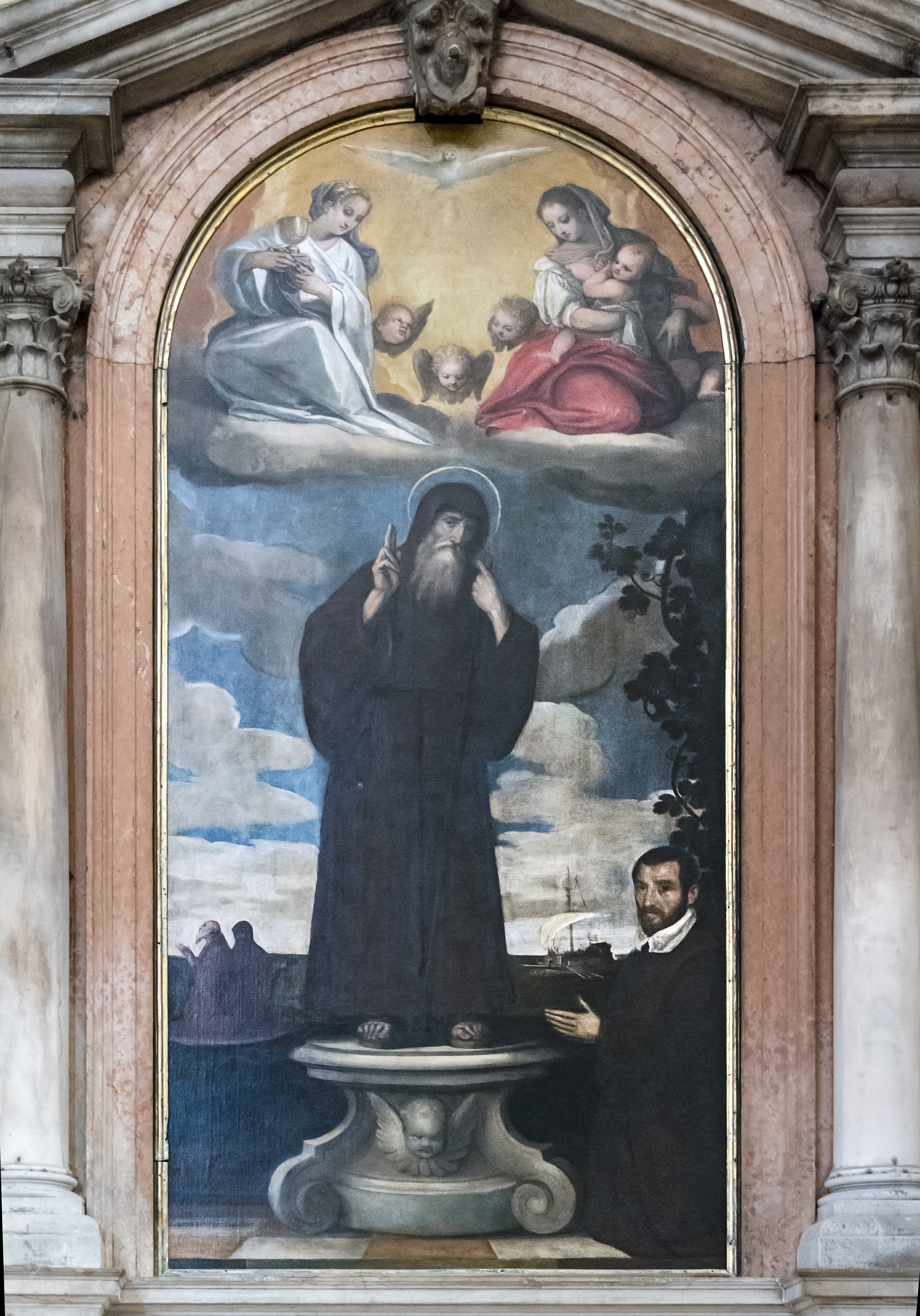
Pala di San Francesco di Paola nella chiesa di San Trovaso

Luigi Benfatto, noto col nome veneto di Alvise dal Friso o Benfatti (Verona, 1551 – Venezia, 1611), è stato un pittore italiano del periodo tardo rinascimentale.

## Biografia
Nato a Verona, fu nipote e allievo di Paolo Veronese. Di lui sappiamo in particolare da Carlo Ridolfi che ci racconta che "dimorò lungamente nella casa del zio". Un suo allievo fu Maffeo Verona. 
Tra le sue opere più importanti Centurione dinanzi a Cristo per la chiesa dell'Angelo Raffaele (1587) e Ultima cena per la chiesa di Sant'Eufemia alla Giudecca.
Nel Museo della basilica di Gandino è conservata la tele Assunta uno degli ultimi lavori dell'artista del 1609.